# Isidore Langlois
Pour les articles homonymes, voir Langlois.
Isidore Thomas Langlois, né à Rouen le 18 juin 1770 et mort à Paris le 11 août 1808, est un journaliste politique et littérateur français.

## Biographie
Se trouvant à Paris lors de la Révolution de 1789, Langlois en embrassa très chaleureusement les principes. Lié plus tard avec les affiliés les plus exaltés du parti révolutionnaire, il se trouva parmi les assaillants du château des Tuileries dans la journée du 10 août 1792, mais, indigné par les massacres de Septembre et l’exécution de Louis XVI, Il s’éleva énergiquement contre la tyrannie du parti de la Montagne.
Rédacteur au Postillon de la guerre depuis 1792, il prit alors pour tribune un journal intitulé le Messager du Soir ou Gazette générale de l’Europe  où il soutint la cause des thermidoriens contre la faction de Robespierre. Nommé président de la section de Bon-Conseil, à l’époque du 13 vendémiaire an IV, il marcha avec cette section contre la Convention nationale, fut arrêté pour ce fait, mis en jugement et acquitté.
Ayant repris la rédaction de son journal, il attaqua avec une nouvelle énergie les ultra-révolutionnaires, ainsi que quelques-uns des hommes dont il avait partagé les opinions, et contribua efficacement, par ses courageux écrits, à ramener le pays vers plus de sagesse et de modération[non neutre]. Le représentant du peuple, Bellegarde, et le général Hoche, maltraités par Langlois dans son journal, résolurent de se venger et se firent justice en se portant à des actes répréhensibles sur la personne même du journaliste. Bellegarde, qui, lui, ne connaissait pas en personne le rédacteur du Messager du Soir, se trompa de cible et dirigea sa vindicte sur Thomas Langlois, un journaliste homonyme du Censeur. Mais le ressentiment de Hoche, traduit en voies de fait, ne se trompa pas d’adresse, ce qui ne fit que rendre l’esprit du journaliste plus irritable et ses articles plus violents.
Désigné, en 1797, pour la déportation avec quelques autres publicistes, Langlois parvint à se soustraire aux poursuites dirigées contre lui mais arrêté l’année suivante, il fut traduit devant le Tribunal criminel du département de la Seine comme l’un des conspirateurs de vendémiaire et envoyé à l’île d'Oléron. Rappelé sous le gouvernement consulaire, vers la fin de 1799, il rédigea, pour les agents des Bourbons, quelques pamphlets et nouvelles à la main.
On a d’Isidore Langlois, outre ses nombreux articles de journaux, les brochures politiques Qu’est-ce qu’une Convention nationale ?  1795, in-8° ; des Gouvernements qui ne conviennent pas à la France, 1795, in-8° ; Isidore Langlois à ses juges et à ses concitoyens, 1795, in-8°.

## Œuvre
- Isidore Langlois traduit devant le tribunal criminel du département de la Seine comme l’un des conspirateurs de vendémiaire, à ses juges et à ses concitoyens, Paris, Maret 1795
- Expédition d’Égypte sous général Kléber, S. l., [an VIII ?]
- Mémoires du maréchal Berthier, ... Campagne d’Égypte. Ire partie. - Mémoires du Cte Reynier, ... Campagne d’Égypte. IIe partie, Paris, Baudouin frères, 1827
- Relation des campagnes du général Bonaparte en Égypte et en Syrie, par le général de division Berthier, Paris, P. Didot l’aîné, an VIII

## Sources
- François-Alphonse Aulard, Paris pendant la réaction thermidorienne et sous le Directoire, Paris, Cerf & Noblet, 1899, p. 480.
- Théodore-Éloi Lebreton, Biographie rouennaise, Rouen, Le Brument, 1865, p. 204-5.